# Sebastián Iradier
Sebastián Iradier Salaverri, conosciuto anche come Sebastián Yradier (Lanciego, 20 gennaio 1809 – Vitoria, 6 dicembre 1865), è stato un compositore spagnolo.
Nel corso della sua carriera musicale si specializzò nella composizione di Habanere. Compose El Arreglito, che fu utilizzato nella celebre Habanera della Carmen di Georges Bizet (L'amour est un oiseau rebelle). Compose anche la celebre canzone spagnola La paloma, dopo una visita a Cuba nel 1860. Fu l'autore della canzone  satirica   "El macareno Manuel Azcutia",  ispiratagli dall'ambizioso scrittore e giurista Manuel Lopez de Azcutia.
Morì pressoché dimenticato nel 1865.